# Oplontis

Der Ausbruch des Vesuvs im Jahr 79.

Oplontis war ein antiker Ort an der Stelle des heutigen Torre Annunziata nahe Pompeji in der italienischen Region Kampanien. Er ist auf der Tabula Peutingeriana eingezeichnet. Sonst weiß man wenig über die Ansiedlung, die im Jahr 79 n. Chr. durch den Ausbruch des Vesuvs verschüttet wurde.
1964 wurde hier eine sehr gut erhaltene und üppig mit Wandmalereien ausgeschmückte Villa ausgegraben, die Poppaea Sabina, der zweiten Frau Neros, zugeschrieben wird. Sie hatte reiche Gartenanlagen mit  Oleander, Lorbeer- und Zitronenbäumen. Außerdem legte man die Villa des Lucius Crassius Tertius frei, in die sich während des Vulkanausbruches 74 Personen flüchteten, deren Leichen hier gefunden wurden.
Vermutlich war Oplontis eine Villensiedlung wohlhabender Römer an der Küstenstraße von Neapolis (Neapel) nach Surrentum.